# Marinus Hinderikus Boerland
Marinus Hinderikus Boerland (Nieuwe Pekela, 8 september 1905 – Groningen, 28 april 1967) was een Nederlands politicus van de KVP.
Hij werd geboren als zoon van Pieter Boerland (1864-1939; landbouwer) en Margaretha Afina Meijer (1867-1947). In 1942 werd hij leider van de distributiedienst in Baflo. Verder is hij ambtenaar geweest bij de gemeenten Nieuwe Pekela en Oldehove. In juni 1946 werd Boerland de burgemeester van Kloosterburen en daarnaast was hij lid van de Provinciale Staten van Groningen. Boerland overleed in 1967 op 61-jarige leeftijd in het Rooms Katholiek Ziekenhuis in Groningen.